# Kondensacja (chemia)
Kondensacja – reakcja chemiczna, w której substraty łączą się z sobą, tworząc większą od nich cząsteczkę produktu głównego, oraz jedną lub więcej małych cząsteczek produktu ubocznego – najczęściej wody.
Typowym przykładem kondensacji jest reakcja estryfikacji:
W reakcji tej kwas karboksylowy reaguje z alkoholem tworząc ester, a produktem ubocznym jest woda.
Kondensacja jest zwykle reakcją złożoną, w której przynajmniej jeden z etapów musi być aktem substytucji.
Większość reakcji kondensacji ma charakter równowagowy i dlatego, aby osiągnąć wysoki stopień konwersji substratów, należy usuwać ze środowiska małocząsteczkowy produkt uboczny. Zazwyczaj robi się to poprzez odparowywanie tego produktu lub wiązanie go w reakcji następczej.
Innym typem reakcji prowadzącej do produktów o dużo większej masie cząsteczkowej od substratów jest addycja, która różni się od kondensacji tym, że nie występują w niej żadne małocząsteczkowe produkty uboczne.

## Wybrane reakcje kondensacji
- kondensacja hydrolityczna
- kondensacja Claisena
- kondensacja aldolowa
- kondensacja laktydowa
- kondensacja Doebnera
- kondensacja Knoevenagla
- kondensacja Perkina
- Kondensacja chlorosilanów